# Alivereti Duguivalu

a Compétitions nationales et continentales officielles uniquement.

b Matchs officiels uniquement.
Dernière mise à jour le 15 juillet 2025.
Alivereti Duguivalu, né le 21 juillet 1997, est un joueur fidjien de rugby à XV. Il joue aux postes de centre ou d'ailier à l'USA Perpignan.

## Biographie
Alivereti Duguivalu est le fils de l'ancien centre international fidjien Esala Nauga,. Il est le capitaine de l'équipe des moins de 20 ans de Nadroga en 2017. Il dispute également des tournois de rugby à sept et à 10 dans son pays natal,. En avril 2017, il fait partie de la sélection fidjienne des moins de 20 ans retenue pour disputer le championnat junior d'Océanie.
À l'été 2017, il s'engage avec le centre de formation de l'USA Perpignan,.
Il joue son premier match avec l'équipe professionnelle en Pro D2, le 2 mars 2018 face à l'USON Nevers, en étant titulaire au poste d'ailier,.
Malgré un talent reconnu par ses entraîneurs, il peine à trouver du temps de jeu lors de ses premières saisons à cause de blessures à répétition. Il signe toutefois son premier contrat professionnel avec le club catalan en mai 2020, portant son engagement jusqu'en 2022.
En 2020, avec le fidjien Ledua Mau, il est observé par équipe de France de rugby à sept afin de participer à l’épreuve de rugby à sept aux Jeux olympiques d'été de 2020.
Il est sélectionné pour deux épreuves de la saison 2021 du Supersevens,. 
La même année, il choisit de prolonger avec l'USAP jusqu'en 2024, bien que convoité par des clubs tel que le Castres olympique et le CA Brive,. Toujours lors de la saison 2021-2022, il s'impose au sein de l'attaque catalane, après avoir réussi à disputer la première saison pleine de sa carrière,. Il participe ainsi au barrage d'accession de 2022 contre le Stade montois, où Perpignan s'impose sur le score de 41 à 16.
Sa saison 2022-2023 est de nouveau perturbée par deux sérieuses blessures, subies lors de matchs face au Biarritz olympique et aux Bristol Bears,.
En novembre 2023, il est suspendu trois semaines après un placage dangereux sur le Toulousain Antoine Dupont. Plus tard la même saison, il se fixe au poste de second centre, et parvient à enchaîner les bonnes performances à ce poste,. En janvier 2024, il signe un nouveau contrat de deux saisons avec Perpignan, portant son engagement jusqu'en 2026.
Au début de la saison 2024-2025, il manque deux mois de compétition à la suite d'une blessure au mollet. En fin de saison, il est titulaire au centre lors du match de barrage pour le maintien en Top 14, que son équipe remporte face au FC Grenoble,.
En juin 2025, il est sélectionné par Fabien Galthié pour jouer avec l'équipe de France A face à l'Angleterre A. Titulaire au poste d'ailier lors de ce match, il participe à la victoire de son équipe, qui s'impose sur le score de 26 à 24. Après cette première apparition, non officielle, avec le maillot bleu, il est retenu dans le groupe français pour disputer la tournée en Nouvelle-Zélande,.

## Palmarès
- Vainqueur du Championnat de France de 2e division en 2018 et 2021 avec l'USA Perpignan.